# 7. март
7. март (07.03) је 66. дан у години по грегоријанском календару (67. у преступној години). До краја године има још 299 дана.

## Догађаји
- 321 — Цар Константин Велики је прогласио да ће недеља, дан посвећен богу Сунца Солу Инвиктусу, бити дан одмора за Римљане.
- 1573 — Потписивањем мира у Цариграду завршен Кипарски рат Османског царства и Млетачке републике, у којем су Турци преузели Кипар од Млетака.
- 1793 — Француска револуционарна скупштина објавила рат Шпанији.
- 1814 — Француска војска под командом Наполеона Бонапарте је поразила удружену пруско-руску војску у бици код Краона.
- 1876 — Први разговор телефоном обавили су изумитељ телефона Александер Грејам Бел и његов сарадник Томас Вотсон.
- 1914 — Принц Вилхелм од Вида је стигао у Албанију и започео своју владавину.
- 1936 — Уласком војске у демилитаризовану Рајнску област Немачка је демонстративно прекршила споразуме из Локарна и Версајски мир закључене после Првог светског рата.
- 1945 —
  - Трупе САД су током битке за Ремаген у Другом светском рату заузеле стратешки важан Лудендорфов мост преко Рајне, што им је омогућило да успоставе и прошире мостобран на тлу Немачке.
  - Потиснувши јапанске снаге у Другом светском рату, британска 14. армија ушла у Мандалеј, други по величини град у Бурми.
- 1945 — После оставке краљевске владе Јосип Броз Тито формирао нову југословенску владу у коју су ушли и шеф Демократске странке Милан Грол, као први потпредседник, и Иван Шубашић, као министар иностраних послова.
- 1951 — Један верски фанатик убио премијера Ирана Алија Размару у џамији у Техерану.
- 1965 — Државна и локална полиција у Селми су претукле групу од око 600 активиста за грађанска права током марша на Монтгомери.
- 1983 — У експлозији гаса у руднику угља близу турског града Ерели погинуло 96 рудара.
- 1989 — Иран прекинуо дипломатске односе с Уједињеним Краљевством због објављивања књиге британског писца индијског порекла Салмана Руждија „Сатански стихови“, у којој је ислам, према оцени иранских верских вођа, извргнут порузи.
- 1998 — Италијански војни суд прогласио кривим бившег немачког СС- капетана Ериха Прибкеа за масакр у Адреатинским пећинама у близини Рима у Другом светском рату и осудио га на доживотну робију.
- 2002 —
  - Аријел Шарон постао премијер Израела.
  - На референдуму у Ирској гласачи се изјаснили против измене строгих закона о забрани абортуса.
- 2003 — За председника Државне Заједнице Србија и Црна Гора изабран потпредседник Демократске партије социјалиста Црне Горе Светозар Маровић.
- 2022 — Русија и Кина оптужиле су Сједињене Америчке Државе да само у Украјини поседују 26 лабораторија за развој нуклеарног, хемијског и биолошког оружја, а да широм света поседују преко 200 сличних лабораторија за развој биолошког оружја од чега највише у државама у непосредној близини граница прве две државе.

## Рођења
- 1765 — Жозеф Нисефор Нијепс, француски хемичар аматер и пионир фотографије. (прем. 1833)[1]
- 1850 — Томаш Масарик, чехословачки политичар, филозоф, социолог и новинар, 1. председник Чехословачке. (прем. 1937)[2]
- 1875 — Морис Равел, француски композитор, пијаниста и диригент. (прем. 1937)[3]
- 1908 — Ана Мањани, италијанска глумица. (прем. 1973)[4]
- 1922 — Олга Ладиженска, руска математичарка. (прем. 2004)[5]
- 1930 — Стенли Милер, амерички хемичар. (прем. 2007)[6]
- 1939 — Душан Маравић, српски фудбалер. (прем. 2025)[7]
- 1940 — Руди Дучке, немачки социолог. (прем. 1979)[8]
- 1951 — Ненад Стекић, српски атлетичар (скок удаљ). (прем. 2021)[9]
- 1951 — Бранимир Бабарогић, српски фудбалски голман и фудбалски судија. (прем. 2018)[10]
- 1954 — Јасмина Тешановић, српска феминисткиња, књижевница и политичка активисткиња.
- 1956 — Брајан Кранстон, амерички глумац, редитељ, продуцент и сценариста.[11]
- 1960 — Иван Лендл, чешко-амерички тенисер.[12]
- 1968 — Горан Марић, српски музичар, најпознатији као певач групе Бјесови.[13]
- 1970 — Рејчел Вајс, енглеска глумица.[14]
- 1971 — Питер Сарсгард, амерички глумац.[15]
- 1973 — Ендру Хејг, енглески редитељ, сценариста и продуцент.[16]
- 1977 — Жером Фернандез, француски рукометаш.[17]
- 1980 — Лора Припон, америчка глумица.[18]
- 1984 — Матје Фламини, француски фудбалер.[19]
- 1990 — Терико Вајт, амерички кошаркаш.[20]
- 1994 — Џордан Пикфорд, енглески фудбалски голман.[21]
- 1997 — Петар Гигић, српски фудбалер.[22]

## Смрти
- 322. п. н. е. — Аристотел, старогрчки филозоф (рођ. 384. п. н. е.)[23]
- 161 — Антонин Пије, римски цар од 138. године (рођ. 86)[24]
- 1274 — Тома Аквински, италијански филозоф. (рођ. 1225)[25]
- 1809 — Жан Пјер Франсоа Бланшар, француски конструктор балона.  (рођ. 1753)
- 1932 — Аристид Бријан, француски државник.  (рођ. 1862)[26]
- 1959 — Артур Сесил Пигу, енглески економиста. (рођ. 1877)[27]
- 1967 — Золтан Кодаљ, мађарски композитор. (рођ. 1882)
- 1975 — Вељко Влаховић, револуционар, теоретичар и публициста, народни херој. (рођ. 1914)
- 1994 — Станко Шајтинац, новинар. (рођ. 1940)
- 1997 — Едвард Милс Персел, амерички физичар, добитник Нобелове награде за физику. (рођ. 1940)[28]
- 1999 — Стенли Кјубрик, амерички филмски режисер. (рођ. 1928)[29]
- 2012 — Миодраг Миле Богдановић, грађевински инжењер, фудбалер и певач, председник Савеза естрадно- музичких уметника Србије и Академије естрадне уметности Србије. (рођ. 1923)[30]
- 2017 — Ханс Георг Демелт, немачки и амерички физичар, добитник Нобелове награде за физику. (рођ. 1922)[31]

## Празници и дани сећања
- Српска православна црква слави:
  - Светог мученика Маврикија и седамдесет војника
  - Многе мученике у Евгенији - близу Цариграда
  - Преподобног Таласија и Лимнија
  - Светог Папија Јерапољског